# Wilhelm Falley
Wilhelm Falley (1897-1944) est un général de division allemand de la Seconde Guerre mondiale. Falley fut l’un des premiers à recevoir la très convoitée croix de chevalier de la croix de fer en 1941. Il fut aussi le premier général allemand à être tué au combat le 6 juin 1944, lors du débarquement en Normandie. Il a publié un manuel d'instruction militaire exposant les principes fondamentaux du commandement, en 1942.

## Biographie
Wilhelm Falley naît le 25 septembre 1897, à Metz, une ville de garnison animée d'Alsace-Lorraine. Avec sa ceinture fortifiée, Metz est alors la première place forte du Reich allemand, constituant une pépinière d'officiers supérieurs et de généraux. Comme son compatriote Julius von Bernuth, le jeune Wilhelm se tourne naturellement vers le métier des armes.

### Première Guerre mondiale
Engagé volontaire à l'âge de 17 ans dans le 93e régiment d'infanterie, Wilhelm Falley participe à la Première Guerre mondiale en tant qu’officier subalterne. D'abord Leutnant der Reserve, sous-lieutenant, dans son régiment d'origine, Falley est affecté au 7e régiment d'infanterie de la Garde en décembre 1916. Wilhelm Falley termine la guerre comme officier d'ordonnance dans ce régiment.

### Entre-deux-guerres
Après guerre, le lieutenant Falley poursuit sa carrière dans la Reichswehr. Promu Oberleutnant, lieutenant, en juillet 1925, Falley est promu Hauptmann, capitaine, en mars 1932. En 1935, le capitaine Falley intègre la nouvelle Wehrmacht, où il est promu Major, commandant, l'année suivante. En octobre 1936, le commandant Falley est nommé instructeur à l’école militaire de Munich. Promu Oberstleutnant, lieutenant-colonel, en août 1939, Wilhelm Falley prend la tête du 3e bataillon au 238e Infanterie-Regiment.

### Seconde Guerre mondiale
Commandant du 3e bataillon du 238e régiment d’infanterie, puis du 433e, Wilhelm Falley est nommé Kommandeur  du 4e régiment d’infanterie, le 21 avril 1941. En tant que Oberstleutnant, Falley reçoit, pour sa bravoure, la croix de chevalier de la croix de fer, le 26 novembre 1941. Promu Oberst, colonel, en février 1942, Wilhelm Falley est nommé ensuite à la tête d’une école d’officiers jusqu’en juin 1943. Generalmajor, général de brigade, en décembre 1943, Falley est promu Generalleutnant, général de division, en mai 1944. Falley assume ensuite différents commandements, avant d’être nommé à la tête de la 91e Luftlande Infanterie-Division en avril 1944. Cette unité dépend alors de la 7e armée du Generaloberst Friedrich Dollmann, intégrée au Groupe d'armées B du Generalfeldmarschall Erwin Rommel.
Tandis que le haut commandement allemand doute encore de la réalité du débarquement en Normandie, Wilhelm Falley est le premier général allemand à tomber dans la bataille sanglante qui s'engage. Alors qu'avec le lieutenant-colonel Joachim Bartuzat, ils se rendaient en fin de soirée du 5 juin à Rennes, où un Kriegspiel était prévu le lendemain, ils virent de nombreux avions alliés dans le ciel. Pressentant qu'il se passait quelque chose, il demanda à son chauffeur de rebrousser chemin pour retourner à son quartier général logé dans le château de Bernaville à Picauville, près de Sainte-Mère-Église. Non loin de là, son véhicule tomba dans une embuscade tendue par des parachutistes américains. Le Horch, criblé de balles, termina sa course contre un mur. Le général Falley aurait été tué sur le coup, par un impact à la tête. Le lieutenant-colonel Bartuzat aurait été achevé alors qu'il tentait de reprendre son arme à terre. Il existe différentes versions de leur mort dans cette embuscade.    
Wilhelm Falley et Joachim Bartuzat ont été inhumés au cimetière militaire allemand d'Orglandes.

## États des services
| Leutnant der Reserve                        | 7 août 1915       |
| aktiver Leutnant (sous-lieutenant d'active) | 26 janvier 1919   |
| Oberleutnant (lieutenant)                   | 31 juillet 1925   |
| Hauptmann (capitaine)                       | 1er mars 1932     |
| Major (commandant)                          | 1er avril 1936    |
| Oberstleutnant (lieutenant-colonel)         | 1er août 1939     |
| Oberst (colonel)                            | 1er février 1942  |
| Generalmajor (général de brigade)           | 1er décembre 1943 |
| Generalleutnant (général de division)       | 1er mai 1944      |

## Commandements
- Commandant 3e bataillon du 238e régiment d’infanterie : 1er septembre 1939 -13 janvier 1940
- Commandant 2e bataillon du 433e régiment d’infanterie : 13 janvier 1940 - 21 avril 1941
- Commandant du 4e régiment d’infanterie : 21 avril 1941 - 19 juin 1942
- Commandant de l’École d’officiers de Döbritz, puis Posen: 1er août 1942 - 10 juin 1943
- Commandant de la 246e division d’infanterie : 1er décembre 1943 - 20 avril 1944
- Commandant de la 91e division aéroportée (Luftlande-Division): 25 avril 1944 - 6 juin 1944

## Distinctions
- Croix de fer 1914 2e et 1re classes.
- Croix hanséatique Hamburg.
- Insigne des blessés en noir, 1918.
- Croix d'honneur
- Médaille de service de longue durée de la Wehrmacht, IVe à Ire classes.
- Médaille de l'Anschluss.
- Médaille des Sudètes.
- Croix de fer :
  - 1re classe, le 23 juin 1941.
  - 2e classe, le 26 juillet 1940.
- Infanterie-Sturmabzeichen, en argent, le 26 août 1941.
- Médaille du Front de l'Est.
- Plaque de bras Demiansk
- Insigne des blessés (1939), en bronze, le 12 novembre 1943.
- Croix de chevalier de la croix de fer le 26 novembre 1941 (no 692), en tant que Oberstleutnant et commandant du 4e Infanterie-Regiment.
- Croix allemande en or, le 20 janvier 1944, en tant que Generalmajor und Kommandeur de la 246e division d'infanterie[8].

## Publications
- Wilhelm Falley, Kurt Wilhelm Uebe:Das verstärkte Bataillon : Führungsgrundlagen und Befehlsbeispiele, Berlin, 1942[1].